# Пабло Ернесто Шейнер Корреа
Пабло Ернесто Шейнер Корреа (Pablo Ernesto Scheiner Correa) (1962) — уругвайський дипломат. Надзвичайний і Повноважний Посол Уругваю в Польщі та в Україні, Литві за сумісництвом.

## Життєпис
Народився в 1962 році. У 1988 році отримав ступінь доктора юридичних і соціальних наук.
З 1987 року на дипломатичній роботі в МЗС Уругваю. Працював дипломатичних місіях Уругваю в Перу і в Росії.
У 2006 році — Генеральний консул Уругваю в Ріо-Гранде-ду-Сул.
У 2007—2009 рр. — Генеральний консул Уругваю в Порту-Алегрі.
З 30 липня 2014 року — Надзвичайний і Повноважний Посол Уругваю в Польщі.
З 10 липня 2015 року — Надзвичайний і Повноважний Посол Уругваю в Литві за сумісництвом.
З грудня 2015 року — Надзвичайний і Повноважний Посол Уругваю в Україні за сумісництвом
9 грудня 2015 року — вручив вірчі грамоти Президенту України Петру Порошенку.